# Rémy Marion
Rémy Marion (19 agosto 1961) è un fotografo e scrittore francese di fauna selvatica.
Svolge anche attività di guida naturalista ed è stato uno degli autori del programma Ushuaïa Nature, trasmesso sul canale televisivo francese TF1 dal settembre 1987 al giugno 1995.
Per oltre 20 anni ha viaggiato nelle regioni polari.

## Opere
- Cecile Callou, Julie Delfour, Andy Jennings, Catherine Marion, Geraldine Veron (a cura di Rémy Marion). Larousse des félins. Ed. Larousse, Parigi, settembre 2005, 224 pagine.
- Remy Marion. Pôles. Ed. Vilo, 192 pagine.[3]
- Jean-Pierre Sylvestre e Rémy Marion. Guide des otaries, phoques et siréniens. Ed. Delachaux e Niestlé.[4]